# Młodzieżowe Indywidualne Mistrzostwa Szwecji na Żużlu 2000
Młodzieżowe Indywidualne Mistrzostwa Szwecji na Żużlu 2000 – cykl turniejów żużlowych, mających wyłonić najlepszych szwedzkich żużlowców w kategorii do 21 lat, w sezonie 2000. Tytuł wywalczył Andreas Jonsson.

## Finał
- Målilla, 18 sierpnia 2000

| Msc. | Zawodnik           | Klub        | Pkt |  |  |
| ---- | ------------------ | ----------- | --- |  |  |
| 1    | Andreas Jonsson    | Rospiggarna | 15  |  |  |
| 2    | Emil Kramer        | Ornarna     | 14  |  |  |
| 3    | Mattias Nilsson    | Vetlanda    | 11  |  |  |
| 4    | Magnus Karlsson    | Ornarna     | 10  |  |  |
| 5    | Jonas Davidsson    | Smederna    | 9   |  |  |
| 6    | Freddie Eriksson   | Rospiggarna | 9   |  |  |
| 7    | Peter Ljung        | Svelux      | 7   |  |  |
| 8    | Joonas Kylmäkorpi  | Kaparna     | 7   |  |  |
| 9    | Fredrik Pettersson | Indianerna  | 7   |  |  |
| 10   | Nicklas Gallon     | Smederna    | 7   |  |  |
| 11   | Daniel Davidsson   | Smederna    | 6   |  |  |
| 12   | Patrik Gustafsson  | Indianerna  | 6   |  |  |
| 13   | Rickard Sedelius   | Smederna    | 4   |  |  |
| 14   | Per Wiklander      | Kaparna     | 4   |  |  |
| 15   | Anders Sohlberg    | Valsarna    | 3   |  |  |
| 16   | rez. Henrik Linde  | Piraterna   | 1   |  |  |
| 17   | Anders Ljung       | Västervik   | 0   |  |  |